# Беликово (Ивановская область)
Беликово — деревня в Палехском районе Ивановской области. Входит в состав Раменского сельского поселения.

## География
Деревня находится около автодороги Р152, на расстоянии 2 км к северо-востоку от посёлка городского типа Палех, административного центра района).

### Часовой пояс
Деревня Беликово, как и вся Ивановская область, находится в часовой зоне МСК (московское время). Смещение применяемого времени относительно UTC составляет +3:00.

## История
В 2005—2008 деревня входила в состав упразднённого Подолинского сельского поселения.

## Население
| 1859 | 1905 | 2010 |
| ---- | ---- | ---- |
| 131  | ↗185 | ↘25  |